# Mehmed-paša Kukavica
Mehmed-paša Kukavica (Foča - Resmo (Retimo) na Kreti), osmanski namjesnik Bosne.

## Životopis
Podrijetlom iz domaće sredine. Rođen je u Foči u islamiziranoj obitelji bosanske vlastele Pavlovićâ, koja je potjecala iz mjesta Popov Most 30-ak km južno od Foče. Spada u istaknute namjesnike. Ukupno je osmanskom Bosnom upravljao šest i pol godina. Prvo je službovao u Bosni. Nakon službovanja u Bosni otišao je u Carigrad na dvor gdje je u hijerarhiji brzo napredovao. Brzo je dogurao do položaja vezira ili paše s tri tuga. Prvo je na dvoru unaprijeđen u kapidžibašu. Između 10. ožujka i 7. travnja 1750. (rebiul-ahar 1163.) postao je ser-čauš ili čaušbaša (šef dvorskog ceremonijala). Koncem rujna 1752. Kukavica premješten je u Bosnu. Kao poseban sultanov izaslanik (memur) dobio je zadaću uvesti red. Prvi je put upravljao od 1752. do 1756. godine. Travnja 1753. godine dobio je i treći tug te time naslov vezira. Drugi put bio je bosanskim namjesnikom od 1757. do 1760. godine. Unutar razdoblja od 13. kolovoza do 11. rujna 1760. (muharem 1174.) otišao je iz Bosne, prvo kao namjesnik u Janinu (Epir). Potom su mu džumadel-ahara (8. siječnja - 5. veljače 1761.) oduzeli sve časti te ga prognali u Resmo (Retimo) na Kreti gdje su ga pogubili. Dok je bio namjesnik u Bosni, prema Süreyyi, za ćehaju si je uzeo Hekim-oglu Ali-pašu. Kukavičinu upravu Bosanskim pašalukom obilježilo je mnoštvo pobuna i nereda. Kukavica se osobno angažirao protiv pobunjenika protiv kojih je poveo više pohoda.  Stolovao je u Travniku. Vladavinu su mu općenito obilježile jake mjere jačanja državne vlasti u Bosanskom pašaluku.
Drugo lice njegove uprave obilježilo je podizanje brojnih zadužbina. Objekte je podizao o svome trošku. Ritam gradnje novih objekata bio je brz. Za osmansku arhitekturu značajan je s obzirom na brojnost i brzinu gradnje objekata koje je dao podići, jer su podignuti u dobu opadanja osmanske moći. Podignuti objekti bili su javne namjene. Više od 80 takvih objekata sagradio je u osam mjesta: u Foči, Goraždu, Prijepolju, Sarajevu, Visokom, Travniku te u dvama selima kod Travnika, Vitezu i Slimenima. Također se pobrinuo za izvore izdržavanja objekata i službenika (imam, vaiz, džabija, mujezin, mualim, sujoldžija, muderis, feraš, kajjim, devrihan) u objektima u budućnosti: karavan-saraje, hamame, dućane, čifluke, dućane, bezistane. Skup podignutih zadužbinskih objekata čine četiri džamije, jedna medresa, četiri mekteba, pet mostova, jedan sebilj, četiri česme, tri karavan-saraja, jedan hamam, te jedan bezistan s više dućana.
Iza njega je ostalo nasljednika, dio kojih je također bio važan u javnom i upravnom životu Bosne svog vremena. Jedini izravni potomak Mehmed-paše Kukavice danas je Halida Hasić rođena Ibrahimpašić. Prezime Ibrahimpašić došlo je od Mehmed-pašinog sina Ibrahim-paše, rođena od majke Crnogorke Hajdane Buletić. Kmetovi i drugi zvali su njene pretke Kukavičići. Po sinu Mehmed-paše obitelj je preuzela prezime te su tako nastavili živjeti kao Ibrahimpašići, a Halida je sedmo koljeno.